# Saint-Célerin
Saint-Célerin é uma comuna francesa na região administrativa do País do Loire, no departamento de Sarthe. Estende-se por uma área de 13.5 km². Em 2010 a comuna tinha 931 habitantes (densidade: 69 hab./km²).